# Avanti Air
Avanti Air GmbH & Co. KG, estilizada como avantiair, es una pequeña aerolínea alemana con sede en Burbach, Renania del Norte-Westfalia, con base de mantenimiento de aeronaves en el Aeropuerto de Siegerland, que opera vuelos chárter ad hoc y servicios de wet lease (arrendamiento con tripulación).

## Historia

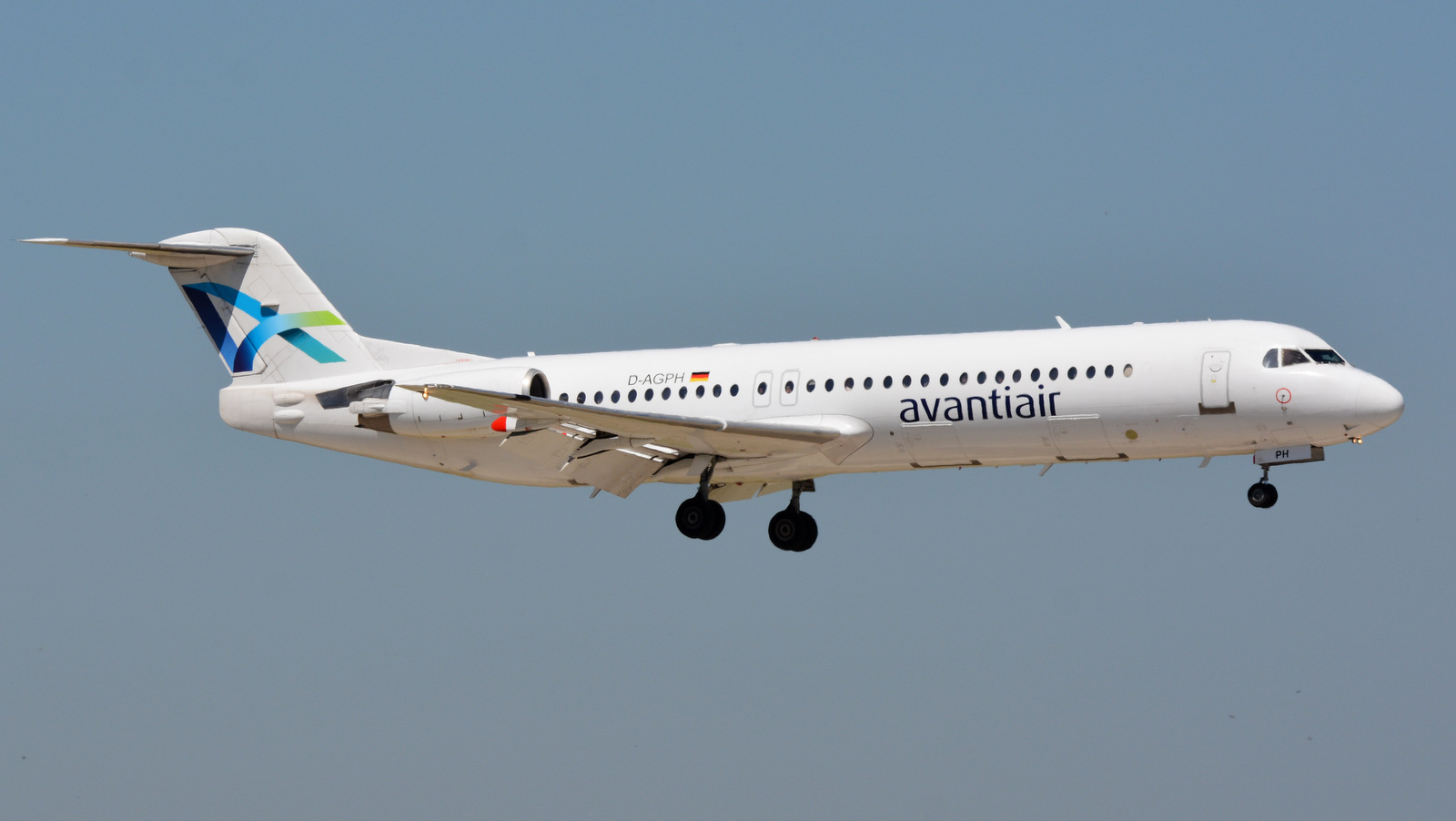
Un antiguo Fokker 100 de Avanti Air

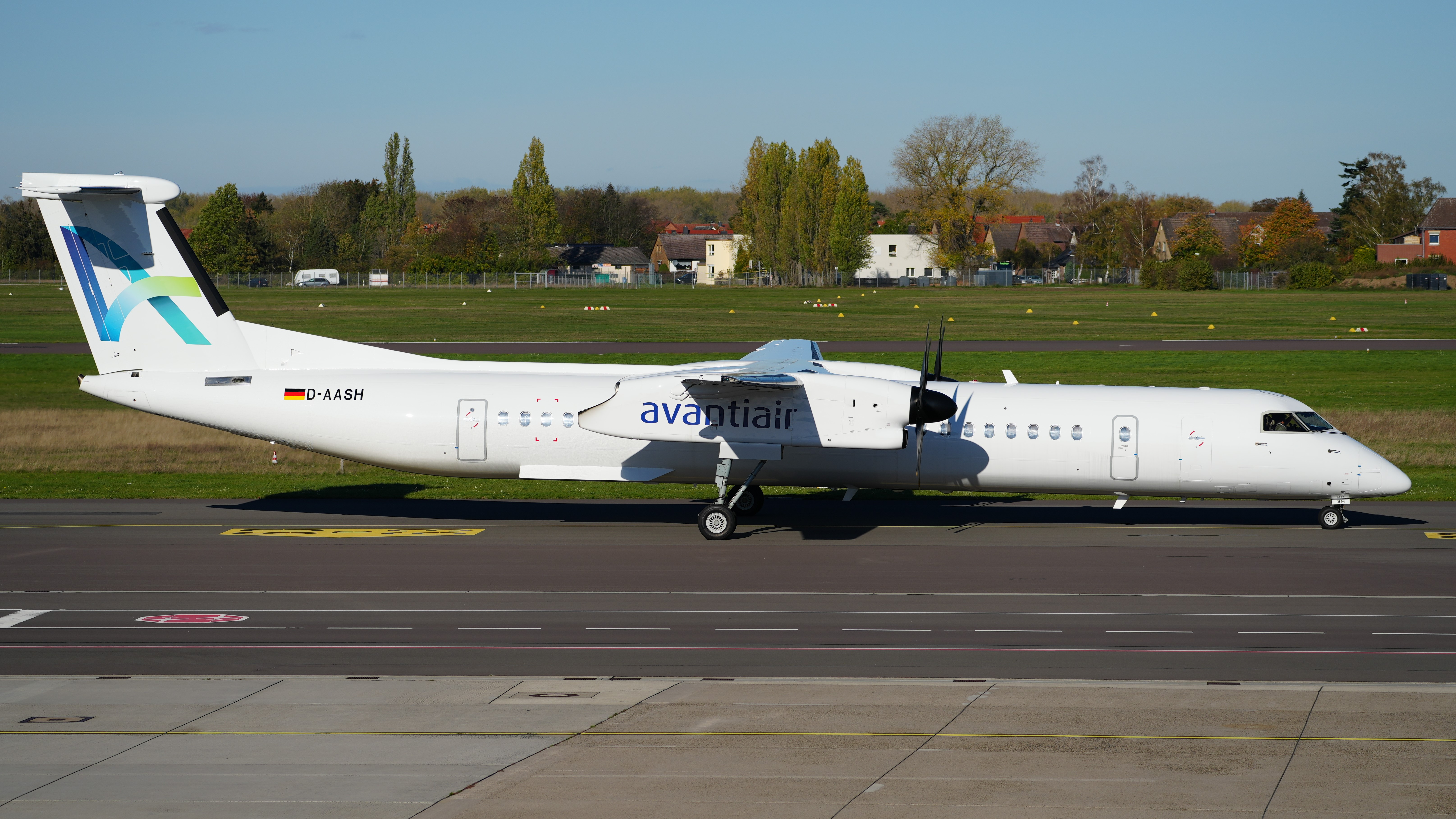
De Havilland Canada Dash 8-400 de Avanti Air

Avanti Air (llamada así por la palabra italiana avanti, que significa “adelante”) comenzó sus operaciones el 1 de julio de 1994. Fue fundada por los ex pilotos Markus Baumann (actual director gerente) y Stefan Kissinger (actual director ejecutivo) como una empresa de gestión de aeronaves. Ingresó al mercado chárter en 1996 con dos aeronaves Raytheon Beech 1900C.
En 2007, la empresa era propiedad de Gerhard Mahler (33,33 %), Markus Baumann (33,33 %) y Stefan Kissinger (33,33 %) y contaba con 73 empleados.
En otoño de 2014, Avanti Air introdujo el Fokker 100 en su flota chárter junto con una nueva imagen corporativa. En noviembre de 2015, la aerolínea retiró su último ATR 72 en favor de un segundo Fokker 100, convirtiéndose así en operador exclusivamente de reactores. Sin embargo, en octubre de 2021 la aerolínea sustituyó sus Fokker 100 por un solo De Havilland Canada Dash 8.

## Operaciones
Avanti Air ofrece vuelos chárter y operaciones wet lease a corto y largo plazo para otras aerolíneas y operadores turísticos, así como servicios chárter ad hoc, por ejemplo para clientes VIP.

## Flota
En enero de 2024, la flota de Avanti Air consiste en la siguiente aeronave:
| Aeronave                       | En servicio | Pasajeros | Notas |
| ------------------------------ | ----------- | --------- | ----- |
| De Havilland Canada Dash 8-400 | 2           | 78        |       |
| Total                          | 2           |           |       |

## Accidentes e incidentes
- El 19 de febrero de 1999 a las 21:48 hora local, un Beechcraft 1900D de Avanti Air en un vuelo de traslado de Düsseldorf a Fráncfort sin pasajeros a bordo resultó gravemente dañado cuando los dos pilotos intentaron aterrizar en el Aeropuerto de Fráncfort con el tren de aterrizaje retraído por error.[6]